# Brantaksekarjati
Brantaksekarjati is een bestuurslaag in het regentschap Jepara van de provincie Midden-Java, Indonesië. Brantaksekarjati telt 3208 inwoners (volkstelling 2010).